# カレーうどん
カレーうどん（カレー饂飩）は、うどんにカレー汁をかけた料理。明治時代に生まれた和洋折衷料理の一つであり、うどんやそばに洋風の種物を使用した始まりとされる。カレー汁は、出汁にカレー粉を加えたものやカレールーを出汁でのばし、片栗粉でとろみをつけたものが用いられる。具材は特に決まったものはなく、牛肉や豚肉、鶏肉などの肉や、ニンジンやタマネギ、ジャガイモなどの野菜が使用される。
うどんの代わりにそばを使ったものを、カレーそばあるいはカレー南蛮と呼ぶが、カレーうどん・カレーそばとカレー南蛮は本来別物であるとされる。本項ではその相違も含めて、カレーそばやカレー南蛮も合わせて解説する。

## 名称
「南蛮」とは、南蛮人（ポルトガル人やスペイン人）が好んだ、あるいは産地であった難波から転じたとされ、長ネギを指す。このため、カレーうどん・カレーそばのうち、長ネギをあしらったものをカレー南蛮と呼ぶとされる。つまり、カレー南蛮にもうどんとそばがある。カレー南蛮に用いるネギはタマネギでも良いとするものもあれば、カレーうどんにはタマネギを、カレー南蛮には長ネギを用いるとする見解もある。
ただし、これらはよく混同され、実際には、うどんの場合はカレーうどん、そばの場合はカレー南蛮と呼ばれることが多い。以下、本項では、特記しない限り、カレーそばやカレー南蛮も含めてカレーうどんと記す。

## 特徴
醤油と鰹節からとった和風の出汁のめんつゆとカレー粉を合わせたカレーうどん用のカレー汁は、カレーの味の中につゆが顔をのぞかせる独特の風味を持ち、スパイシーで食欲をそそる。伝承料理研究家の奥村彪生は、鰹節とカレーという組み合わせは、モルディブフィッシュを用いるスリランカのジャガイモとタマネギのカリーと類似していると指摘している。
日本の伝統的なうどんやそばにイギリスから伝来したカレー粉を合わせた和洋折衷料理の一つであり、日本人の知恵によって西洋と日本の境界を越えた料理と評される。うどんやそばに洋風の種物を使用した始まりとされるが、カレーうどんが考案された当初は、保守的なそば屋にはなかなか受け入れられなかった。その後も邪道とする意見は根強く、品書きにカレーうどんがあるかないかで店の格式を知ることができるとも言われる。それでも、カレーうどんは徐々に広まり、そば屋の定番メニューの一つとして定着している。また、カレーうどんの専門店も多く生まれている。
熱々のカレーうどんは特に寒い冬に食するのに適している。一方、夏には冷やしカレーうどんを提供する店もある。
揚げ餅を入れても美味であり、残ったカレー汁に米飯を入れて締める食べ方も知られている。

## 歴史

### 背景
うどんは、奈良時代に唐から日本に伝来したとされる。当初は、あんの入った小麦粉の団子を煮た菓子で、熱いことから「温飩」と呼ばれた。後に食偏がつけられて「饂飩」と表記されるようになり、読みが縮まって「うどん」となった。
日本におけるそばの歴史はうどんより古く、722年（養老6年）の夏におこった旱魃の対応策として蕎麦の栽培を促したとする記録が『続日本紀』に見える。米の代わりの蕎麦米として食されていたが、のちに製粉技術が広まると、団子や蕎麦がきに加工されるようになり、江戸時代に入ると、蕎麦切りが生まれた。うどんとそばは同じ店でともに扱われたが、大坂ではうどんが好まれた一方、江戸っ子はそばを好み、そば屋はどこも多くの客で賑わった。
カレーライスが日本にもたらされたのは、江戸幕府が鎖国を解いた後である。イギリス帝国を通じて持ち込まれたカレーライスは、日本人になじみの深い米とともに食する西洋料理として受け入れられ、日本軍が、体格向上のために肉食を奨励し、肉と野菜と米を一度に取れ安上がりで食べ応えもあるメニューとして取り入れ、兵役を終えた兵士がそれぞれの故郷の家庭に伝えたことで全国に広まった。
こうして日本に定着して人気となったカレーライスは、次第に、ニンジンやジャガイモ、タマネギの具材を煮込んだ日本独自のカレーライスとして、インドのものともイギリスのものとも異なるカレーライスへと進化した。カレーライスは、明治時代後半におこった洋食ブームの中で、コロッケ、カツレツと並ぶ三大洋食ともてはやされた。
一方、洋食ブームで洋食店に客を奪われたうどん屋やそば屋では、局面打開のために何か新しいことを始めなければと考える店主が現れるようになっていた。

### 誕生
カレーが人気となったことを受けて、カレーを使ったさまざまな料理が考案された。その中でも最も早く表れたのがカレーうどんであるが、その発祥については複数の説がある。

#### 「三朝庵」発祥とする説

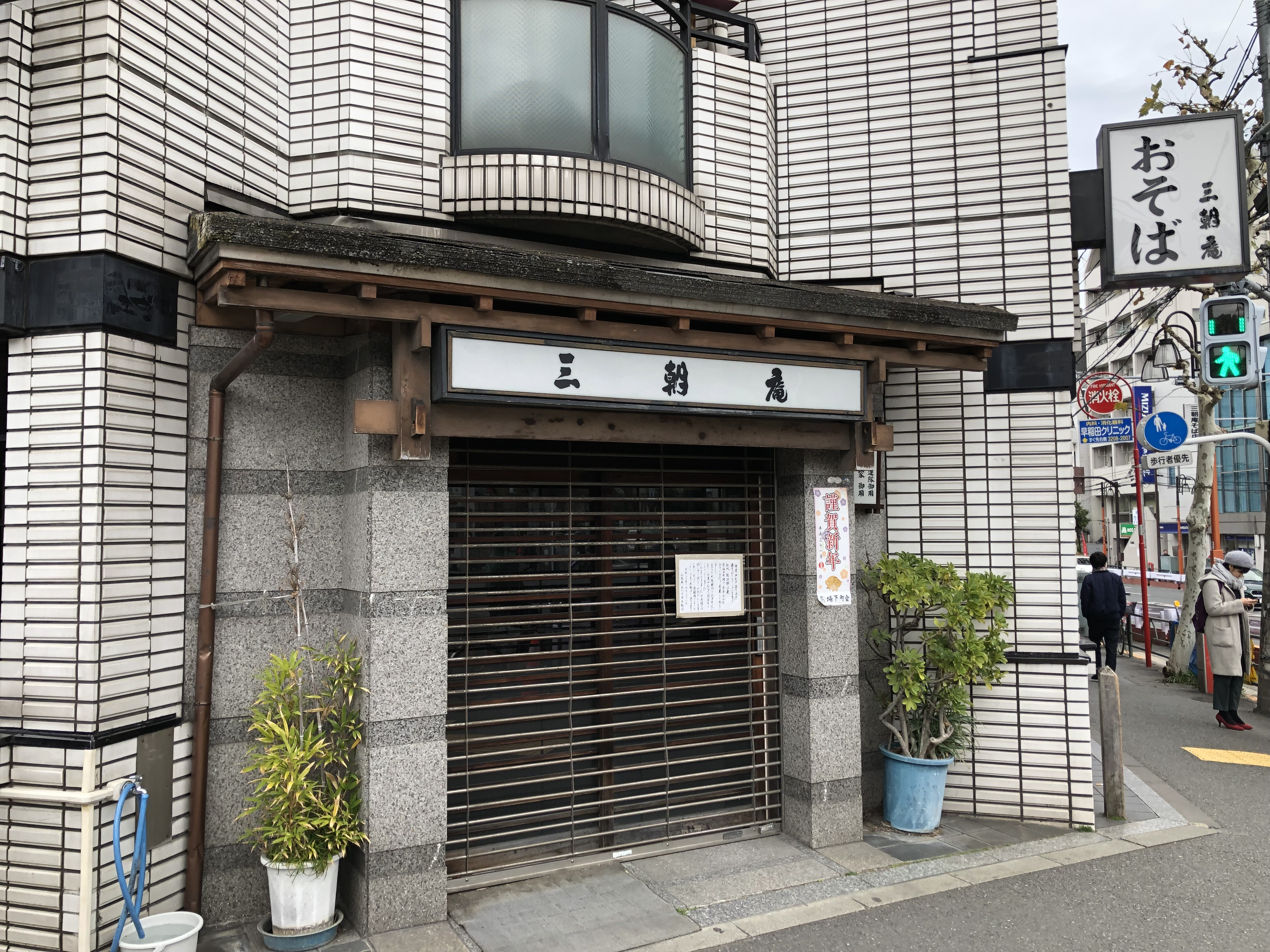
「三朝庵」（閉店後の2019年撮影。1904年当時とは立地が異なる）

一説では、東京・早稲田にあった「三朝庵」が元祖であるとする。「三朝庵」は、「三河屋」として江戸時代に創業した老舗のそば屋で、穴八幡宮の向いに店を構えていた。周辺は、江戸時代には紀州徳川家の下屋敷があり、明治維新後は大隈重信が東京専門学校（現早稲田大学）を開講したことから学生街となった。「三河屋」には学生や教授が訪れて賑わったという。しかし、近隣にカレー店が開業すると学生の人気はそちらに移った。店主の加藤朝治郎は、店の存続のために何か新しいことをしなければと考えた。まず屋号を変えることにし、「三河屋」から「三朝屋」にしようとしたところ、常連であった大隈から「最近の蕎麦屋は、庵と付けるのが流行っている」との助言を受けて、「三朝庵」に改めた。
同時に、当時人気だったカレーライスを見て「ごはんにカレーがのっているなら、うどんにカレーがのっていてもおかしくないはずだ」と考え、カレーうどんの開発を始めた。鰹節と醤油の出汁でカレールーを溶き片栗粉でとろみをつけるという料理法を考案し、四谷の「田中屋」（のち「元祖カレー南ばんの素本舗」を経て現「杉本商店」）とともにそばつゆに合うカレー粉の開発に取り組んだ。
新メニューは2年をかけて完成し、長ネギを使用したことから「カレー南蛮」と名付けて、1904年（明治37年）に販売を開始したとされる。麺は、うどんとそばから選べた。また、「田中屋」では、そば屋向けのカレー粉として「地球印 軽便カレー粉」の名で1910年（明治43年）に商標登録した。

#### 「東京そば」（朝松庵）発祥とする説
他方、大阪・谷町にあったそば屋「東京そば」（現在は東京・目黒の「朝松庵」）の角田酉之介が考案したとする説もある。江戸そばの職人であった角田は、大阪に江戸前のそばを広めようと1908年（明治41年）に「東京そば」を開店した。しかし、そう上手くはいかず赤字がかさむばかりだった。
閑古鳥の鳴く店で、時間を持て余していた角田は「人間の味覚というものも、時代によって変わりつつあるに違いない。それに合わせた何か新しいものを作らなくてはならない」と日々考えるようになった。そして、当時急速に普及しつつあった洋食を取り入れることを思いついた。手当り次第に試してみてもなかなか良いものが見つからなかったが、ただカレーだけはそばと相性が良かったため、これを使ったそばを開発することとした。
角田は、そばと相性の良いカレー粉の開発に取り組み、「カレー丼」とともに「カレー南蛮」として1909年（明治42年）に発売した。当時の「カレー南蛮」は、かけそばを、カレー粉をそばつゆに溶かしたもので食べるスタイルであった。「カレー南蛮」はヒットし、「東京そば」はすぐに赤字を解消して黒字に転換した。大阪での大成功を受けて、角田は1910年（明治43年）に帰京し、東京で「カレー南蛮」の販売を開始した。

#### その他の説
このほかに、「三朝庵」と共同で開発した「地球印 簡便カレー粉」を発売した「田中屋」の杉本チヨをもって元祖とするものもある。
とはいえ、明治時代の話であり、詳細については不明な点が多い。「三朝庵」や「東京そば」を推す説のほかにも、カレーうどんの発祥が「三朝庵」でカレー南蛮の元祖が「東京そば」とされたり、最初に品書きに載せて正式に売り出し普及させたのは「朝松庵」などと言われたりすることもある。なお、食文化研究家の小菅桂子は、「三朝庵」を取材に訪れた際に、「親子丼はうちが元祖です」とは言われたもののカレー南蛮には言及がなかったとして、「三朝庵」説に懐疑的である。

### 普及
「三朝庵」説では、「三朝庵」が「カレー南蛮」を発売すると、斬新なメニューとしてたちまち学生たちに人気を博したとされている。さらに、学生のみならず、近くに兵舎のあった近衛騎兵聯隊の軍人たちにも気に入られ、よく「カレー南蛮」の出前の依頼が入った。「殿下」がたびたび「カレー南蛮」を注文していた記録が残されており、これは閑院宮のことであるという。加藤はその後も和食と洋食の融合に勤しみ、1921年（大正10年）頃に、親子丼を参考にして卵とじカツ丼を生み出している。
一方「朝松庵」説では、角田は1910年（明治43年）に東京に戻り、大阪で大成功した「カレー南蛮」を東京にも広めるべく販売を始めたが、当初は全く相手にされなかったとされる。老舗を始め同業のそば屋は保守的で「カレー南蛮」を認めようとはせず、江戸っ子も浪速っ子ほどには新しい食べ物をすぐには受け入れず、「カレー南蛮」はゲテモノの部類とされた。関西と関東の違いに打ちひしがれた角田であったが、それでも地道に宣伝を続けることで徐々に認知が広がり、1914年（大正3年）から1915年（大正4年）頃に学生を中心に人気が出はじめ、他店でも取り扱うようになっていったという。また、1910年（明治43年）に「田中屋」が商標登録した「地球印 軽便カレー粉」の販売が軌道に乗るようになったのも、大正初期になってからだとされている。
大正から昭和に移る頃には、カレーうどんはそば屋の定番メニューの一つとして定着した。昭和初期には、カレーは、カレーライスとしてよりカレーうどんとして食される方が一般的だったともされる。角田は、1968年（昭和43年）に「カレー南蛮」の由来を『全国麺業新聞』に寄稿し、東京での苦労を振り返った上で「現在では『カレー南ばん』を欠くことのできない種物の一つに加えられていることを見ます時、実にいいつくせぬ喜びを感じます」と述べている。「三朝庵」はすでに閉店したが、「朝松庵」は2022年（令和4年）現在も盛業中で、当時と同じレシピで「カレー南蛮」を提供している。「朝松庵」の「カレー南蛮」は、うどんかそばを選択でき、具材は主に豚肉とネギである。
2010年（平成22年）、カレーうどん100年革新プロジェクトが8月2日を「カレーうどんの日」に制定した。日付は「カレー記念日」（横濱カレーミュージアムが制定、6月2日）と「うどんの日」（香川県の製麺事業共同組合が制定、7月2日）からの連想であり、カレーの消費量が増える一方でうどんの消費量が減る夏に記念日を設けることで、カレーうどんの消費量を底上げする狙いも含まれている。なお、同プロジェクトは発祥について「朝松庵」説を採っており、「カレーうどん100年」を1910年（明治43年）から起算しているほか、「カレーうどんの日」とは別に角田の誕生日である12月1日を「カレー南蛮の日」に制定している。

## 展開

### インスタント麺
1962年（昭和37年）、インスタント麺にスープを別添えするタイプが登場すると、さまざまな味付けが可能となったことから、カレー味のインスタント麺の開発も試みられるようになった。この流れの中で、1965年（昭和40年）、東洋水産が「マルちゃんのカレーうどん」を発売。豚肉と野菜のうま味に、香り高く子どもでも食べられるマイルドな辛さのスープが人気で、ロングセラー商品となっている。1981年（昭和56年）には、日清食品からカップ麺「どん兵衛 カレーうどん」が発売されている。

### 多様化
1980年代以降、一部のうどん店などで、和風だし主体ではなくカレーのスパイス感を生かしたカレーうどんが登場する。1983年（昭和58年）には、逆に、クリーミーなカレーうどんを売りとする「古奈屋」が開業。「古奈屋」は、自家製のルーを甘めのかけ汁で割り、仕上げにつゆの倍の牛乳を入れた軽い口当たりのカレー汁で人気となった。
2003年（平成15年）には、讃岐うどんのガイドブック『恐るべきさぬきうどん』を契機とした前年の讃岐うどんブームの余波で、カレーうどんがブームとなった。ちょうどカレーうどんが誕生して100年目（「三朝庵」説に基づく）にあたるとしてさまざまなイベントやキャンペーンが開催され、食に関する雑誌ではカレーうどんが特集された。「古奈屋」などのクリーミーでマイルドな辛さのカレーうどんが注目されて、女性を中心に支持が広がったのもこの時である。このブームをきっかけに、それまでそば屋ではカレー南蛮の陰に隠れがちだったカレーうどんが単独で注目を集め、カレーうどんのチェーン店や専門店が次々と生まれるとともに、独創的なカレーうどんが考案されていった。
多様化したカレーうどんの分類には、味覚から「そば屋系」「スパイシー系」「クリーミー系」と分類したグルメ雑誌『dancyu』や、店の出自により、昔ながらのそば屋の「伝統系」、うどん専門店による「うどん屋進化系」、別のルーツを持つ「革新系」に分類した週刊誌『週刊現代』の例がある。うどん専門店から生まれたカレーうどんとしては、香川の讃岐うどんの名店「うどん一福」からのれん分けを受けた東京・神田の「神田一福」、同じく香川の人気店「五右衛門」の姉妹店である横浜・中川の「ごえてん」、群馬・伊香保の水沢うどんの名店「大澤屋」が出した「游喜庵」などが知られている。全く別の出自を持ちながらカレーうどんを提供して人気となっている例としては、東京・築地の海鮮料理店「築地虎杖」が代表的である。もちろん、『朝松庵』をはじめとする老舗の伝統的なカレーうどんも健在である。

### ご当地カレーうどん

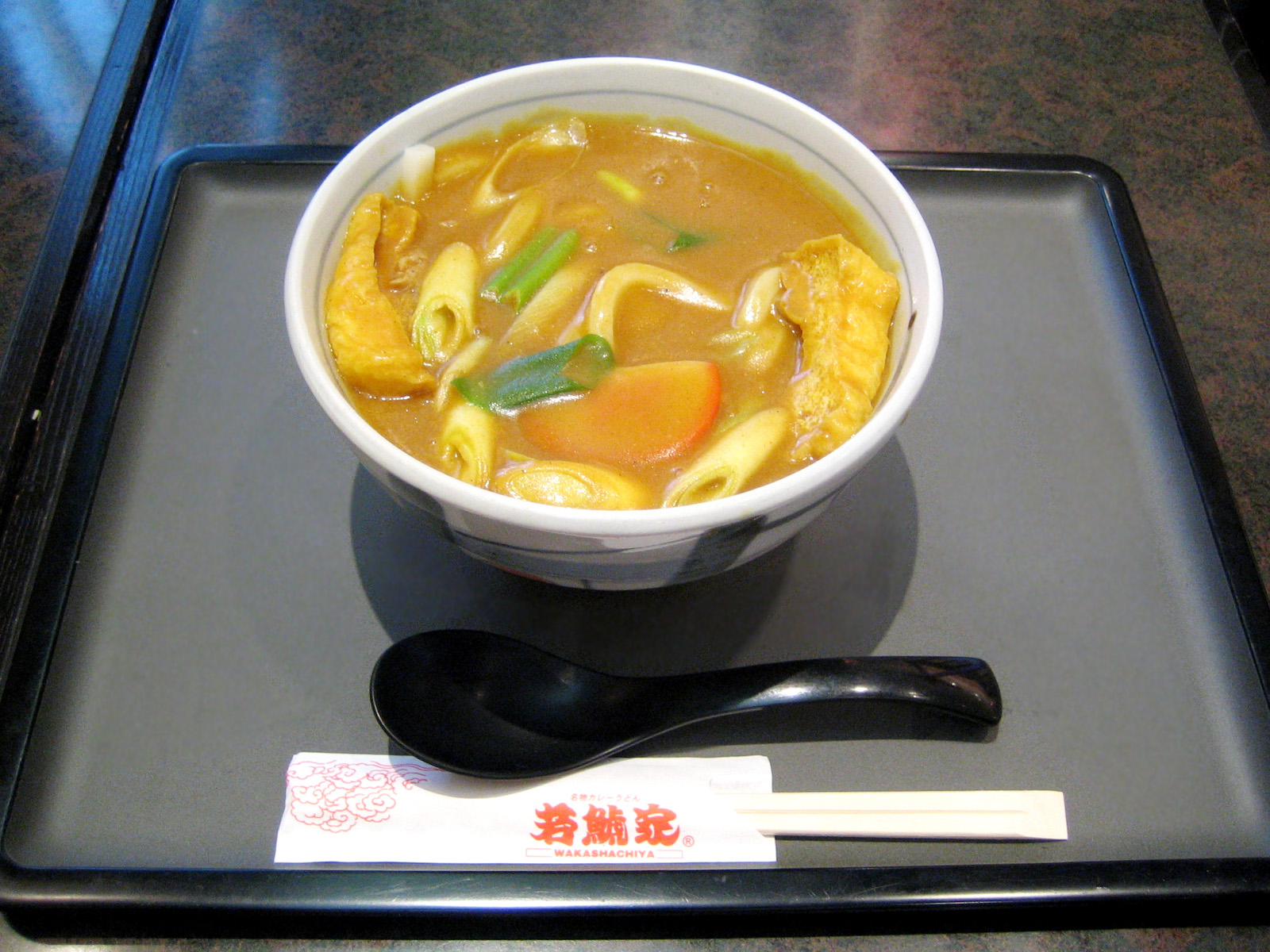
若鯱家のカレーうどん

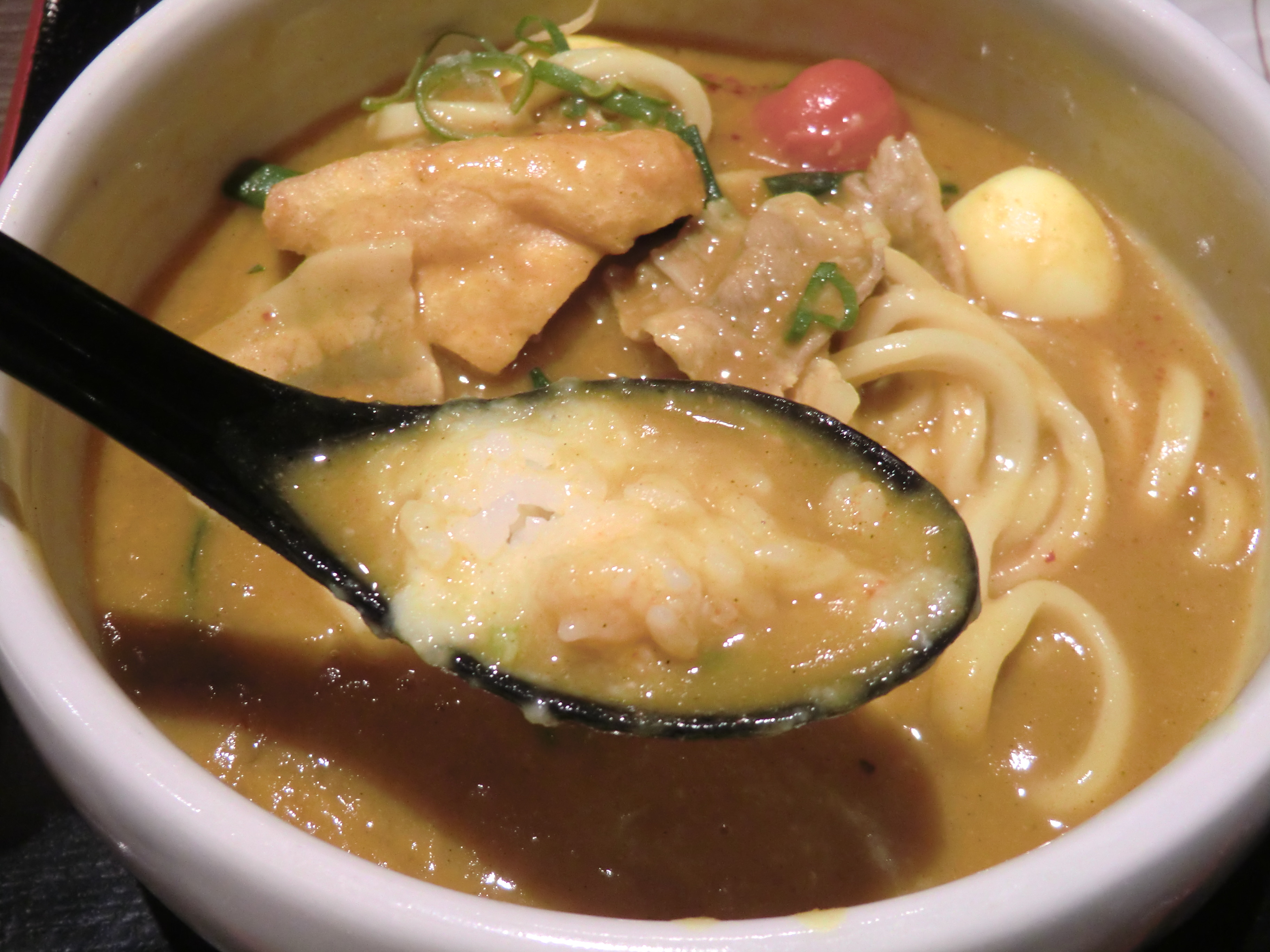
豊橋カレーうどん

カレーハウスCoCo壱番屋を生み、マクドナルドよりカレーのチェーン店の方が多いと言われる愛知県名古屋市には、名古屋カレーうどんと呼ばれる独特のカレーうどんがある。コシの強い麺と辛さが特徴で、カレー汁はカレーライスのルーをそのまま載せたような濃厚な味わいである。ルーツは1976年（昭和51年）創業の「若鯱家」（現「本店 鯱乃家」）とされるが、1987年（昭和62年）開業のチェーン店「若鯱家」が著名で、1999年（平成11年）から関東にも出店を進めているほか、カップ麺も売り出し人気となっている。
2005年（平成17年）、北海道上川郡美瑛町で、町おこしのためのご当地グルメとして美瑛カレーうどんが創作された。旅行専門雑誌『北海道じゃらん』の編集長であったヒロ中田が旗振り役となって始めた「新・ご当地グルメ」の第1号であり、香辛料以外は全て町内産の食材を使ったつけ麺タイプのカレーうどんを美瑛カレーうどんとして売り出し、成功を収めた。その後、美瑛町の酪農・畜産振興のため、美瑛牛乳を付けることや、美瑛豚しゃぶしゃぶ肉を使用するといったルールが追加された。美瑛カレーうどんは、2010年（平成22年）に行われた「新・ご当地グルメグランプリ」において、準グランプリを獲得している。
愛知県豊橋市でも、ご当地グルメとして豊橋カレーうどんが考案されている。まちづくりのために地元の観光協会主導で2009年（平成21年）から企画され、2010年（平成22年）に販売を始めた。「器の底から、ご飯、とろろ、カレーうどんの順に入れる」とされているのが特徴で、味の変化を楽しむことができる。

### 海外展開
2019年（令和元年）に、農林水産省から調査分析事業の委託を受けてみずほ銀行が招聘したサウジアラビアの政府関係者やインフルエンサー5名は、丸亀製麺を訪れた際に、カレーうどんに高い関心を示した。東京都内や北海道を巡った全日程を通じても、たい焼きやチーズケーキと並んで、彼らが好んで食したものの一つであったとされ、カレーうどんがサウジアラビアの消費者にも受け入れられる可能性は高いと分析されている。
実際、「古奈屋」は、台湾やタイからの強い要望にこたえる形で、日本国外でフランチャイズを始めており、特に韓国において成功を収め、2016年（平成28年）時点で韓国国内に5店舗以上を展開している。また、2015年（平成27年）の日本貿易振興機構バンコク事務所のインタビュー調査では、タイ・バンコクの中心部に店舗を構える日本式カレー店「Aoringo Japanese Curry Restaurant」において、カレーうどんはとんかつカレー・ひれかつカレーに次ぐ人気メニューであったという。

## 調理法

### 麺
麺は必ずしも高品質である必要はなく、伝承料理研究家の奥村彪生は、カレー南蛮であれば「小麦粉のつなぎの多い安いそば切ならこれでも結構食べられる」と評している。漫画家でエッセイストの東海林さだおも、「コシのある高級うどんは、カレーのつゆをはじいてしまう」として、むしろスーパーマーケットなどで売っているゆで麺のほうが「カレーのつゆによくからんでおいしい」としている。

### カレー汁

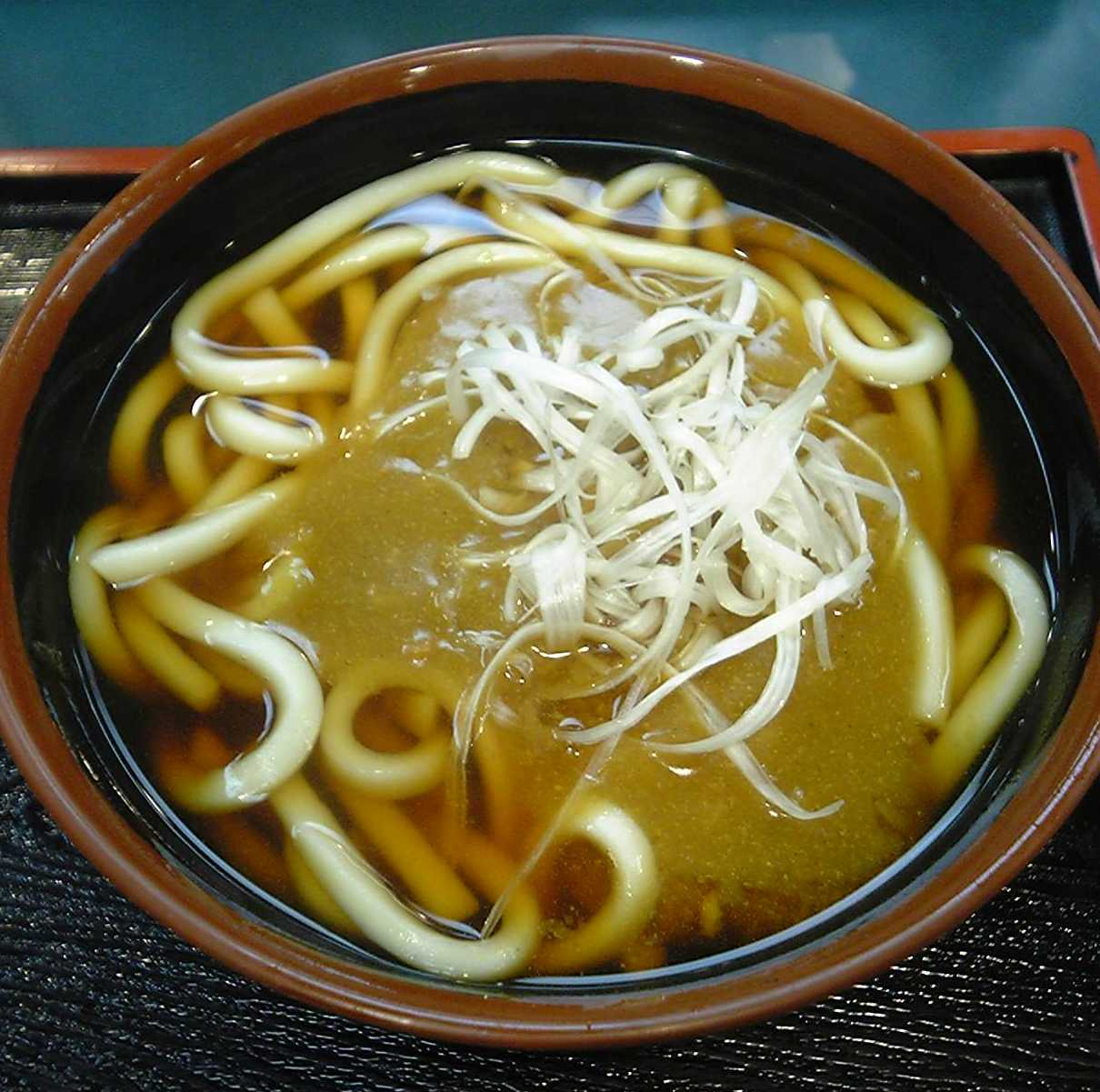
かけうどんの上からカレー汁をかけたタイプ

カレー汁に使用する材料は店によって異なる。ネギは、カレー南蛮では「南蛮」の名の通り長ネギを使用し、カレーうどんではタマネギを使うのが定法とされるが、カレー南蛮でもタマネギを使う店もあり、長ねぎであっても、青ネギを使う店もあれば白ネギを使う店もある。肉も、鶏肉あるいは鶏肉か豚肉を使うのが定法とされるものの、牛肉も使われる。地域による違いもあり、肉は、関西では牛肉、東京では老舗や山の手のそば屋では鶏肉、下町では豚肉が使われることが多いとされる。ニンジンやジャガイモが加わることもあるが、落語家でタレントの林家正蔵は、「ネギ、肉以外は入れず、とろとろのあんかけ風が、そば屋のカレー南蛮の正しいありかた」としている。
カレー粉は、カレーライス用のものとは異なるカレーうどん用のものが使用される。独自にスパイスを配合したオリジナルのカレーを自家製する店もあるが、カレーうどん用のカレー粉も業務用に販売されている。
カレー汁の一般的な作り方は、かけ汁に肉とネギを入れ、カレー粉と小麦粉を加えて煮立たせたせ、最後に水溶き片栗粉を加えてとろみをつける。先に肉や野菜をカレー粉と炒めてからつゆを加えて煮るとするものもある。最後に塩を少々加えると味が引き締まる。カレー汁を茹で上げた麺にかけるのが一般的だが、かけうどんの上からカレールーをかけただけのものもあれば、カレー汁を麺と合わさず、ざるそばのつけ汁として提供する店も多い。また、かけ汁を加えない純粋なカレーのみをかけたカレーうどんを提供する店もある。

## 栄養素
カレーうどんのカロリーは、1食あたり500キロカロリー程度とされるが、具の種類やうどんの量、調理法で大きく変動するため、店や商品によって300キロカロリー弱から570キロカロリーと幅がある。栄養成分としては、1食あたりタンパク質と脂質は15グラム程度、炭水化物は70グラム程度（うち糖質65グラム程度）と、比較的PFCバランスが良いとされる。これは、うどんや豚肉、カレールーなどに由来する。このほか、ナトリウムとビタミンB1を比較的多く含む。カレーにニンジンを入れればβカロテン（ビタミンA）を、シメジを入れればビタミンDや食物繊維を補うことができる。
糖質量はかけうどんより高く、ラーメンと同程度である。一般的にカレールーをつゆと合わせたもののほうが、つゆにカレー粉を加えたものより高カロリーで高脂肪となるが、カレールーとつゆの割合によっても変わる。糖質の7割をうどんが占めているため、カロリーや糖質が気になる場合には、うどんの量を減らしたり、市販の低カロリー低糖質の麺やめんつゆ、カレールーを用いたりすると良い。

## 食べる際の注意点

### 熱さ
カレーうどんでは一般的にカレー汁にとろみがつけられており、通常のうどんに比べて冷めにくいことから、食べる際は熱さに注意する必要がある。少しでも早く冷ます方法としては、麺の上下を掘り返して湯気を放散させ、少し時間を置くというものがある。一方で、この冷めにくいという特徴から、カレーうどんは出前向きとも言われる。

### 飛沫

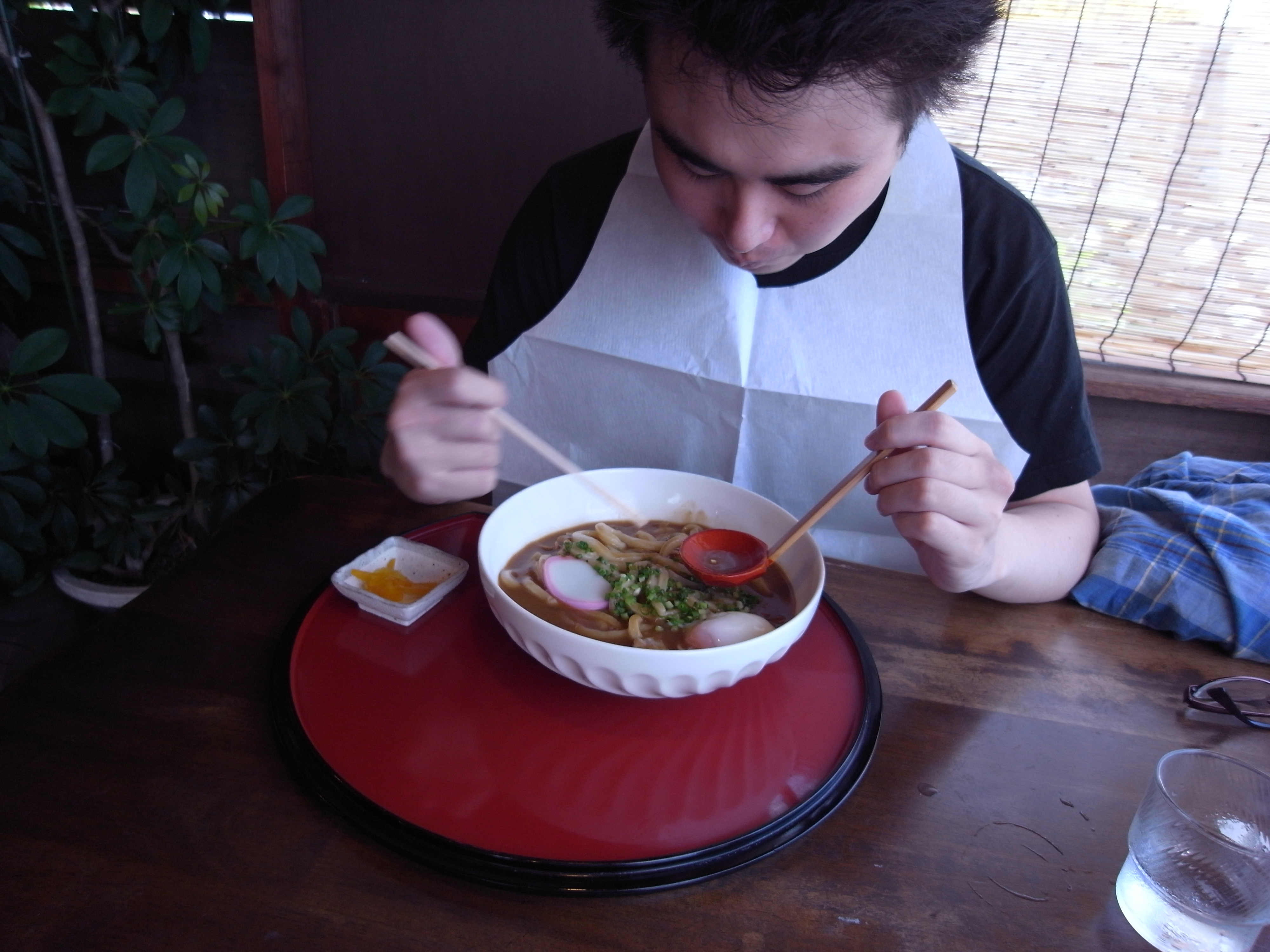
紙エプロンを着けてカレーうどんを食べる男性

カレーうどんを食する際には、飛沫による被害にも注意が必要である。カレー汁の飛沫が服に着くと、ターメリックの色素によって黄色いシミとなり、非常に落ちにくい。このシミは時間が経てば経つほど落ちにくくなるので、早めの対応が重要である。シミがついてしまった場合は、すぐに食器用の洗剤や重曹によるもみ洗いで対応し、その後、紫外線に当てる。本田技研工業の各製作所や事業所では、毎週金曜日に社員食堂でカレーうどんが提供されている。毎週金曜日であるのは飛沫で汚れた作業服を週末に洗濯できるようにとの配慮だとされる。
熱さにより食べにくいことと、カレー汁にとろみがあることから、飛沫を発生させずに食することは非常に難しいとされる。このため、店によっては、カレー汁の飛沫による被害防止のための紙エプロンが用意されているところもある。多くの場合、飛沫は、箸や口で麺を引っ張り上げた際に、麺の端が跳ねてカレー汁が飛散することで発生する。この場合、気づかないうちにシミが付いていたり、テーブルに飛散した飛沫に気づかずに肘を汚していたりすることも多い。麺の端からの飛散は、麺を無理して持ち上げない、ひっかかりを感じたら麺を1本ずつ引き抜くなど、丁寧に対応することで、ある程度回避できる。
他に、切断や滑落により麺が落下することでカレー汁を爆散させる場合もある。麺の端からの飛散と比べると発生頻度は高くはないものの、発生時の被害は甚大であり、喫食者だけでなく周囲の者にも被害が及ぶ場合がある。麺を高く持ち上げすぎることが原因のほとんどを占めるが、慢心や焦りといった精神面の影響も指摘されている。

## 取り上げた作品
- 「可不ちゃんのカレーうどん狂騒曲」（南ノ南）
- 「カレーうどん」（THE HIGH-LOWS、アルバム『HOTEL TIKI-POTO』収録） -  サビで、ただひたすら「カレーうどん」と繰り返す楽曲[83]。